# Tramway de l'Exposition de 1894 à Lyon

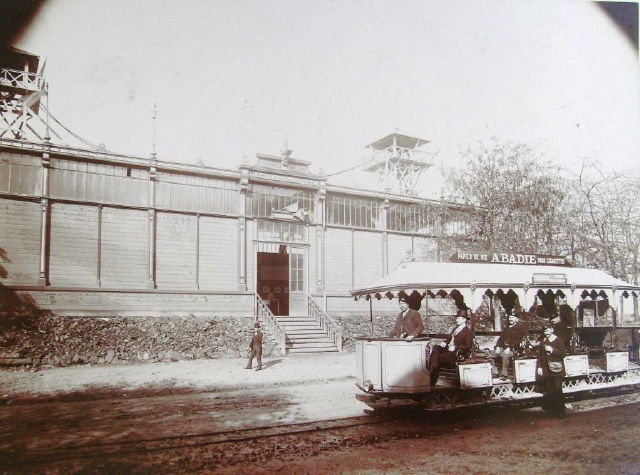
Motrice du tramway Averly photographiée sur le site de l’exposition devant le pavillon des compagnies houillères du bassin de la Loire

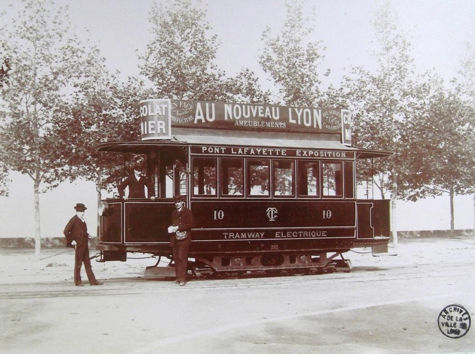
Motrice n°10 du tramway système Claret et Vuilleumier probablement photographiée sur les quais du Rhône

Le tramway de l'Exposition de 1894 à Lyon a fonctionné pour desservir l'Exposition universelle, internationale et coloniale de Lyon en 1894. La concession du tramway a été attribuée à Monsieur Jean Claret, entrepreneur et concessionnaire de l'exposition. 
Le tramway est appelé chemin de fer électrique d'accès à l'exposition. Il empruntait les quais de la rive gauche du Rhône entre le pont Lafayette et le parc de la Tête d'Or, lieu où se trouvait l'exposition.
Il est complété dans l'exposition par
- un tramway électrique de ceinture dont la ligne est construite à voie de 0,60m[2] par M. Averly ingénieur.
- un tramway fonctionnant sur 300 mètres entre le pavillon de la Tunisie et celui du Tonkin (ouest du lac). Il est conçu par l'ingénieur Lombard-Gérin et alimenté en courant alternatif[3]
- Un tramway exposé par la Compagnie Fives-Lille à l'intérieur de la grande coupole et fonctionnant sur 20 mètres de voie alimentée en courant alternatif

## La ligne
- Quai du Rhône (rive gauche) entre le pont Lafayette [4] et le parc de la Tête d'Or (1600m): ouverture le 29 avril 1894 fermeture le 11 novembre suivant;

La ligne est construite à voie métrique et à double voie.

## Alimentation électrique
Le courant était produit à la tension de 500 volts par une usine située dans l'exposition à l'intérieur d'un chalet. 
Il était distribué par le sol avec un système de plots centraux remplaçant le fil aérien. Ce système a été conçu par l'ingénieur Olivier Vuilleumier et il s'agissait là de sa première application.